# Place de la République (Metz)
Place de la République (in lingua italiana: Piazza della Repubblica) è una piazza di Metz, in Francia, sita all'ingresso del quartiere di Metz-Centre.
Creata nel 1802 in luogo delle antiche fortificazioni e fossati che proteggevano quel lato della città, Place de la République è la piazza più grande di Metz.

## Storia

### La cittadella di Metz

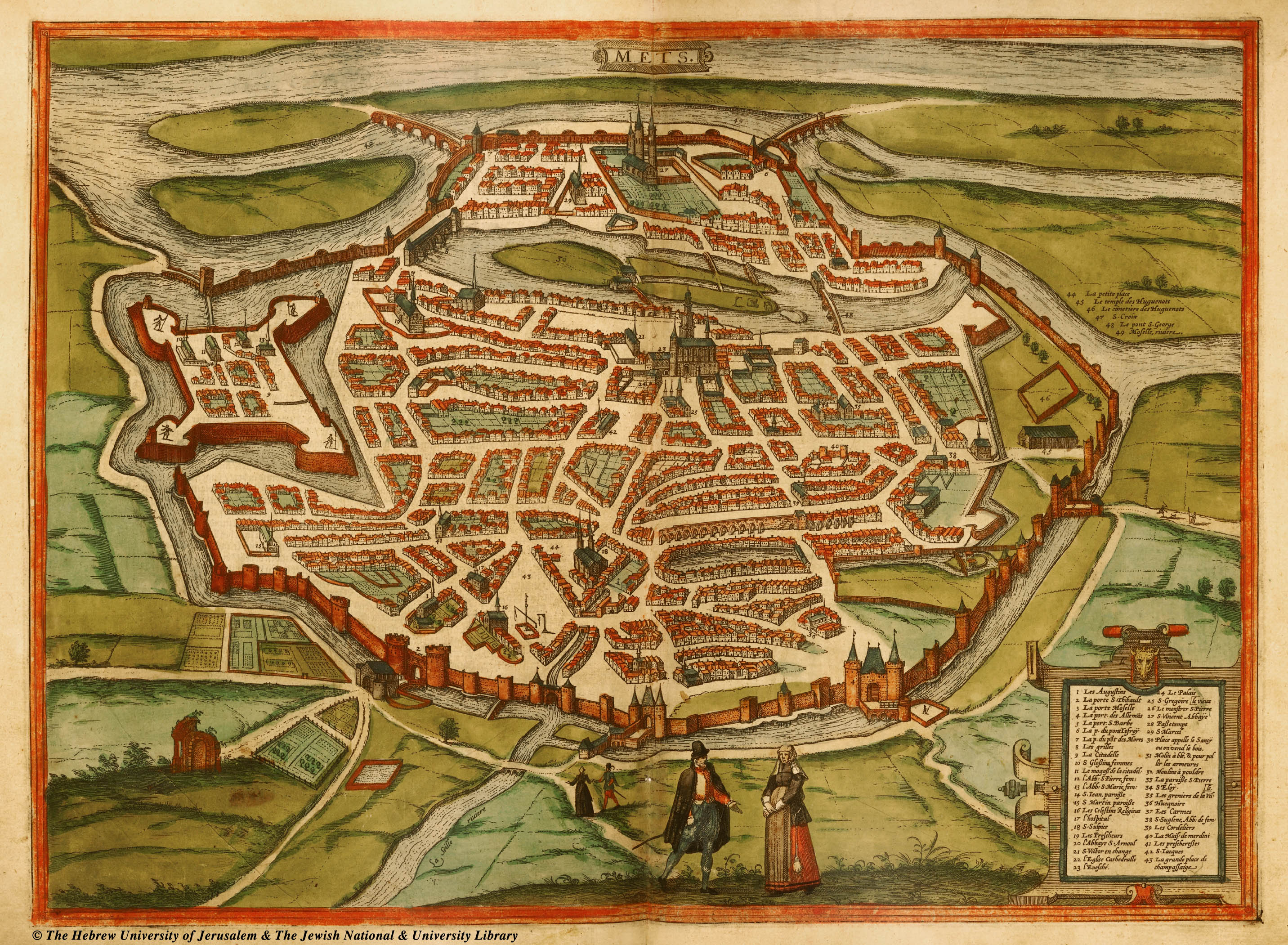
Fortificazioni di Metz: in alto a sinistra si nota la cittadella, con la sua tipica forma a stella.

Sin dal 1556, all'indomani dell'assedio di Metz, i francesi avevano provveduto a rafforzare i bastioni sud-ovest della città, incaricando l'architetto Rocco Guerrini di costruire una cittadella fortificata circondata da fossati in grado di fare da avamposto nella difesa di Metz. La cittadella, costruita in maniera analoga a quanto Guerrini aveva già fatto a Spandau, venne completata nel 1564.
La cittadella mantenne la sua funzione per due secoli: nel 1797 ne fu programmato lo smantellamento per costruire in sua vece un nuovo quartiere, ma le autorità militari si opposero, usando come pretesto la necessità di quegli spazi per costruirvi degli edifici militari. Ciononostante, i lavori di livellamento del terreno avevano già avuto inizio nel 1791 e, superate le opposizioni del genio militare, si conclusero nel 1803.
Nei dieci anni successivi i fossati furono riempiti e venduti all'asta, e vari lavori di rifacimento dell'intera area ebbero inizio. All'interno di questi lavori si inserì la creazione di place de la République: già nel 1635 al di fuori della cittadella, nello spazio tra i fossati e i bastioni della città, era stata costruita una piccola piazza, chiamata place Royale; contemporaneamente alla piazza, erano stati creati anche vari spazi verdi, tra cui il giardino Boufflers e il primo nucleo della passeggiata dell'Esplanade.

### La nuova piazza

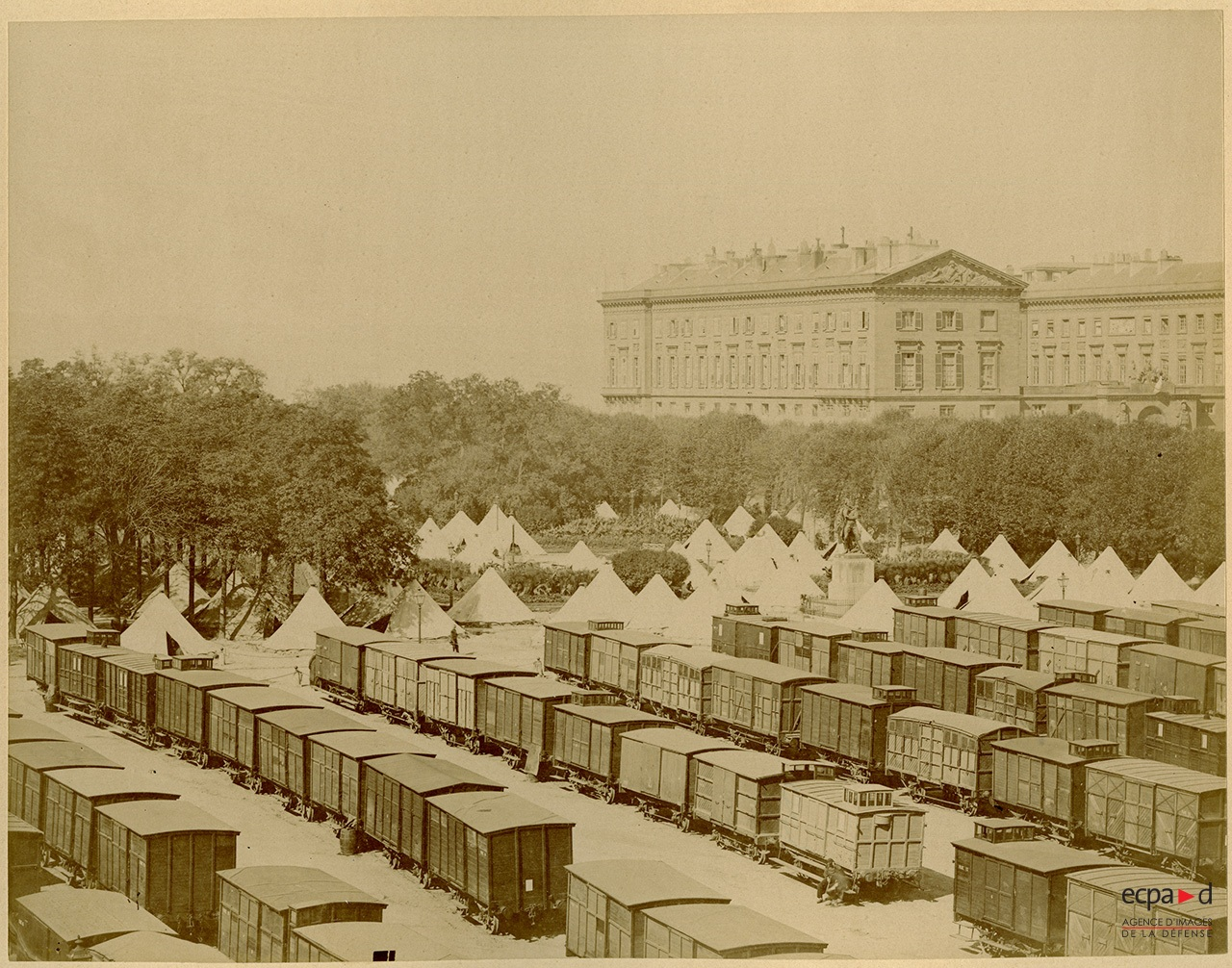
L'ospedale da campo creato a place de la République nel 1870.

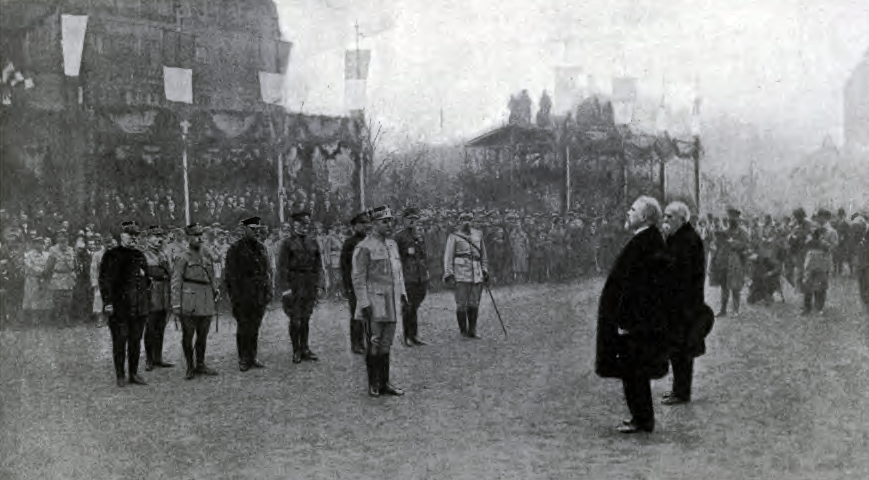
Cerimonia di promozione a maresciallo di Francia di Pétain (al centro della foto) a place de la République. A destra, in primo piano, il presidente Poincaré e il primo ministro Clemenceau.

Con la demolizione di una porzione della cittadella, nel 1802 la piazza e il giardino dell'Esplanade furono ampliati, occupando parte dello spazio in precedenza destinato ai fossati della cittadella. I lavori di sistemazione della piazza e del giardino si conclusero nel 1816, ma solo nel 1835 la strada tra la piazza e l'Esplanade venne a sua volta livellata, segnando il limite tra piazza e giardino.
Sin dalla sua creazione, la place Royale divenne la più importante di Metz, e insieme all'Esplanade fu il luogo di incontro preferito dai cittadini. Per le sue dimensioni, la piazza venne destinata anche allo svolgimento di manovre militari di esercitazione, mentre nel 1861 fu sede dell'Esposizione Universale di Metz.
Nel 1870, durante la guerra franco-prussiana, vi venne creato un ospedale da campo per curare i soldati feriti. Alla fine del conflitto, con l'annessione di Metz all'Impero tedesco, la piazza cambiò nome, venendo dedicata al kaiser Guglielmo II di Germania. Fu solo col ritorno di Metz alla Francia, dopo la prima guerra mondiale, che la piazza acquisì l'odierno nome di place de la République. Questo nome venne meno solo durante la seconda breve parentesi di Metz sotto il controllo tedesco, durante la seconda guerra mondiale, quando fu ridenominata platz des Führers.
L'8 dicembre 1918 proprio a place de la République il generale Philippe Pétain, divenuto un eroe nazionale per i successi conseguiti durante il primo conflitto mondiale, venne promosso maresciallo di Francia dal presidente Raymond Poincaré al termine di una cerimonia solenne.

### Anni recenti
Dopo la seconda guerra mondiale, place de la République subì vari lavori che ne cambiarono più volte l'aspetto: nel 1964 vi fu creato un parcheggio che rimase in funzione fino al 2009, quando il comune di Metz decise di pedonalizzare la piazza, costruendo un parcheggio sotterraneo in corrispondenza della piazza e dell'Esplanade e restituendo così l'intera area ai cittadini.
Punto di accesso principale al centro storico di Metz, oggi la piazza è delimitata da vari edifici e giardini di interesse storico-artistico, oltre che da edifici destinati ad attività economiche, che la rendono per questo la piazza più importante della città: tra questi, il giardino dell'Esplanade a nord; la caserma Ney (costruita nel 1841), l'Arsenale e la chiesa di San Pietro-aux-Nonnains (tra le più antiche chiese cristiane ancora esistenti al mondo) ad ovest; l'edificio della Banca di Francia a sud; mentre ad est, dove la strada introduce al centro storico, sono presenti le gallerie Lafayette, uno dei gruppi francesi più importanti nell'ambito della grande distribuzione.
Place de la République ospita inoltre varie manifestazioni culturali: tra di esse, la fiera del libro di Metz (nota come Le Livre à Metz) e il tradizionale mercatino di Natale di Metz.